# Guewenheim
Guewenheim (prononcé [ɡevənaim]  ; en alsacien : Gaiwana) est une commune française de l'aire urbaine de Mulhouse située dans la circonscription administrative du Haut-Rhin et, depuis le 1er janvier 2021, dans le territoire de la Collectivité européenne d'Alsace, en région Grand Est.
Cette commune se trouve dans la région historique et culturelle d'Alsace.

## Géographie
Masevaux et Thann sont à 8 km, Mulhouse à 24 km et Belfort à 30 km.
L'entrée de l'autoroute A36 est à 7 km.

### Communes limitrophes
| Bourbach-le-Bas    | Roderen      | Michelbach       |
| Sentheim           | Guewenheim   | Pont d'Aspach    |
| Le Haut Soultzbach | Soppe-le-Bas | Burnhaupt-le-Bas |

### Hydrographie

#### Réseau hydrographique
La commune est dans le bassin versant du Rhin au sein du bassin Rhin-Meuse. Elle est drainée par la Doller, le Hahnebach, le Michelbach et le ruisseau Gross Runzgraben,,.
La Doller, d'une longueur de 46 km, prend sa source dans la commune de Dolleren et se jette  dans l'Ill à Mulhouse, après avoir traversé 17 communes. Les caractéristiques hydrologiques de la Doller sont données par la station hydrologique située sur la commune de Burnhaupt-le-Haut. Le débit moyen mensuel est de 4,19 m3/s. Le débit moyen journalier maximum est de 93,5 m3/s, atteint lors de la crue du 9 février 1970. Le débit instantané maximal est quant à lui de 134 m3/s, atteint le 5 janvier 2018.

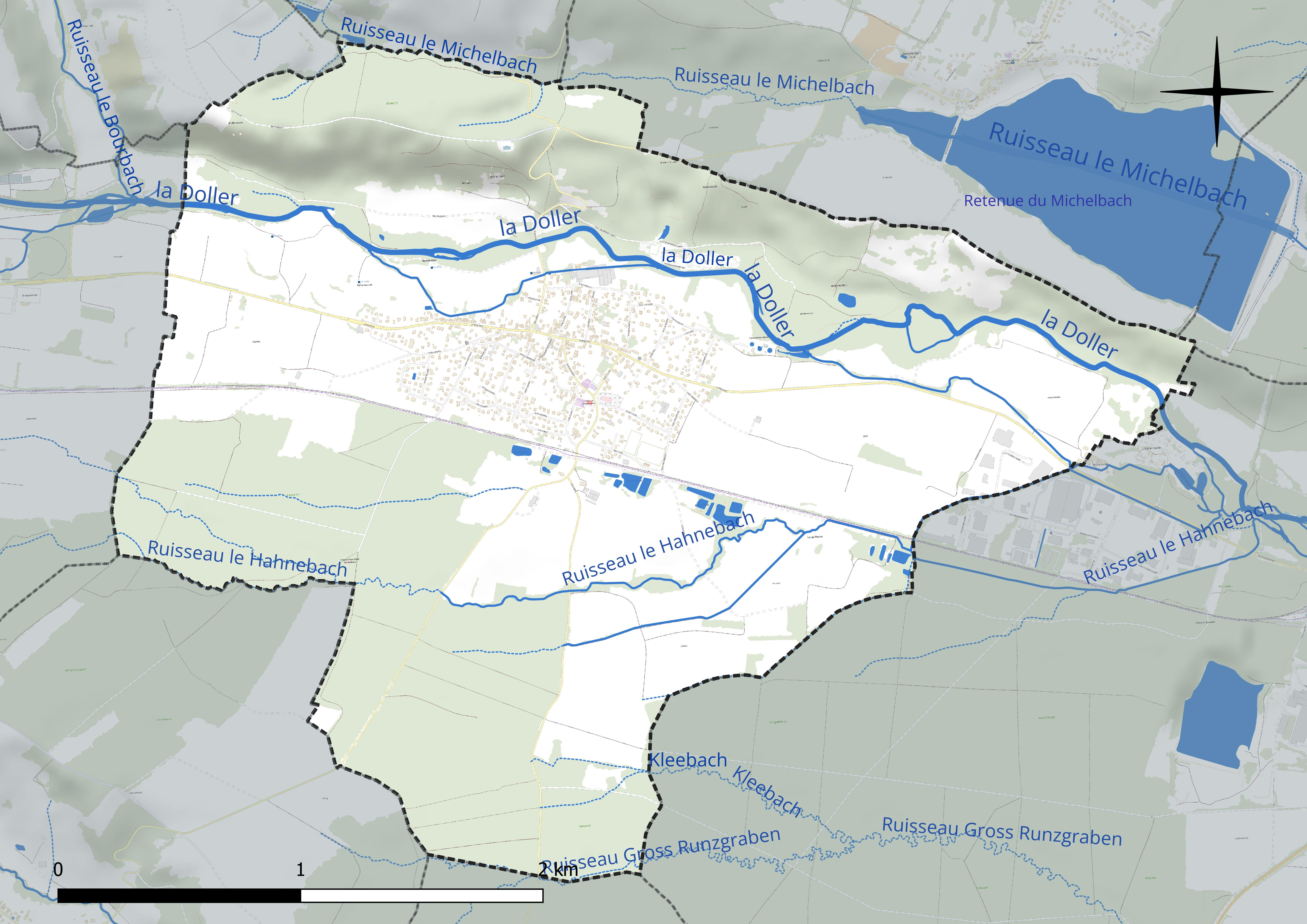
Réseau hydrographique de Guewenheim.

#### Gestion et qualité des eaux
Le territoire communal est couvert par le schéma d'aménagement et de gestion des eaux (SAGE) « Doller ». Ce document de planification concerne le bassin versant de la Doller dont le territoire s’étend sur 280 km2. Il a été approuvé le 15 janvier 2020. La structure porteuse de l'élaboration et de la mise en œuvre est le syndicat mixte « Rivières de Haute-Alsace ». 
La qualité des cours d’eau peut être consultée sur un site dédié géré par les agences de l’eau et l’Agence française pour la biodiversité. 

### Climat
Pour des articles plus généraux, voir Climat du Grand Est et Climat du Haut-Rhin.
En 2010, le climat de la commune est de type climat des marges montargnardes, selon une étude du Centre national de la recherche scientifique s'appuyant sur une série de données couvrant la période 1971-2000. En 2020, Météo-France publie une typologie des climats de la France métropolitaine dans laquelle la commune est exposée à un climat semi-continental et est dans la région climatique  Vosges, caractérisée par une pluviométrie très élevée (1 500 à 2 000 mm/an) en toutes saisons et un hiver rude (moins de 1 °C). 
Pour la période 1971-2000, la température annuelle moyenne est de 10 °C, avec une amplitude thermique annuelle de 17,4 °C. Le cumul annuel moyen de précipitations est de 899 mm, avec 9,8 jours de précipitations en janvier et 9,8 jours en juillet. Pour la période 1991-2020, la température moyenne annuelle observée sur la station météorologique de Météo-France la plus proche, « Bits.-lès-Thann », sur la commune de Bitschwiller-lès-Thann à 9 km à vol d'oiseau, est de 10,0 °C et le cumul annuel moyen de précipitations est de 1 309,4 mm. 
La température maximale relevée sur cette station est de 38,9 °C, atteinte le 7 août 2015 ; la température minimale est de −19,5 °C, atteinte le 12 janvier 1987,,. 
Les paramètres climatiques de la commune ont été estimés pour le milieu du siècle (2041-2070) selon différents scénarios d'émission de gaz à effet de serre à partir des nouvelles projections climatiques de référence DRIAS-2020. Ils sont consultables sur un site dédié publié par Météo-France en novembre 2022.

## Urbanisme

### Typologie
Au 1er janvier 2024, Guewenheim est catégorisée bourg rural, selon la nouvelle grille communale de densité à sept niveaux définie par l'Insee en 2022.
Elle est située hors unité urbaine. Par ailleurs la commune fait partie de l'aire d'attraction de Mulhouse, dont elle est une commune de la couronne,. Cette aire, qui regroupe 132 communes, est catégorisée dans les aires de 200 000 à moins de 700 000 habitants,.

### Occupation des sols
L'occupation des sols de la commune, telle qu'elle ressort de la base de données européenne d’occupation biophysique des sols Corine Land Cover (CLC), est marquée par l'importance des territoires agricoles (53,6 % en 2018), en diminution par rapport à 1990 (56,4 %). La répartition détaillée en 2018 est la suivante : 
forêts (37,1 %), terres arables (33,1 %), prairies (16,7 %), zones urbanisées (8,6 %), zones agricoles hétérogènes (3,7 %), zones industrielles ou commerciales et réseaux de communication (0,7 %). L'évolution de l’occupation des sols de la commune et de ses infrastructures peut être observée sur les différentes représentations cartographiques du territoire : la carte de Cassini (XVIIIe siècle), la carte d'état-major (1820-1866) et les cartes ou photos aériennes de l'IGN pour la période actuelle (1950 à aujourd'hui).

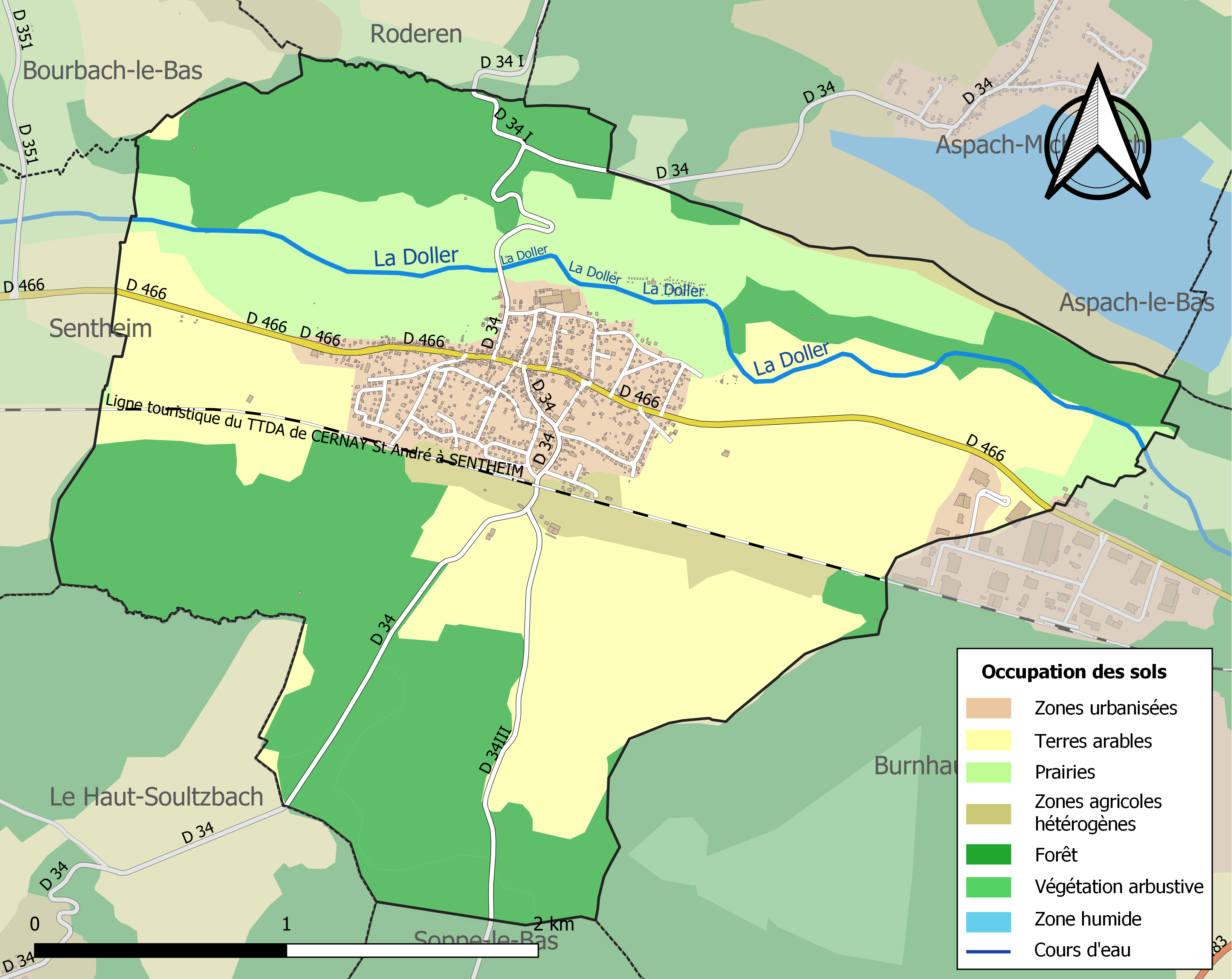
Carte des infrastructures et de l'occupation des sols de la commune en 2018 (CLC).

## Histoire
Village cité en 823 dans la charte de Louis le Pieux fils et successeur de Charlemagne. Sans préjuger de l'authenticité de ce document, les origines du village remonteraient ? au temps des Carolingiens.
La commune a été décorée le 17 mars 1922 de la croix de guerre 1914-1918. En 1952, un monument est érigé à la mémoire des combattants du 1er régiment des volontaires de l'Yonne qui rappelle la libération du village.

### Héraldique
| Blason de Guewenheim | Les armes de Guewenheim se blasonnent ainsi : « Écartelé, au 1er d'argent au lion de sable lampassé de gueules, au 2d de gueules au soc de charrue d'or en pal au coutre de même en bande les deux pointes se touchant en chef, au 3e de gueules aux deux bars adossés d'or, au 4e d'argent à la balance potencée de gueules, le balancier posé en barre. » |

## Politique et administration

### Liste des maires

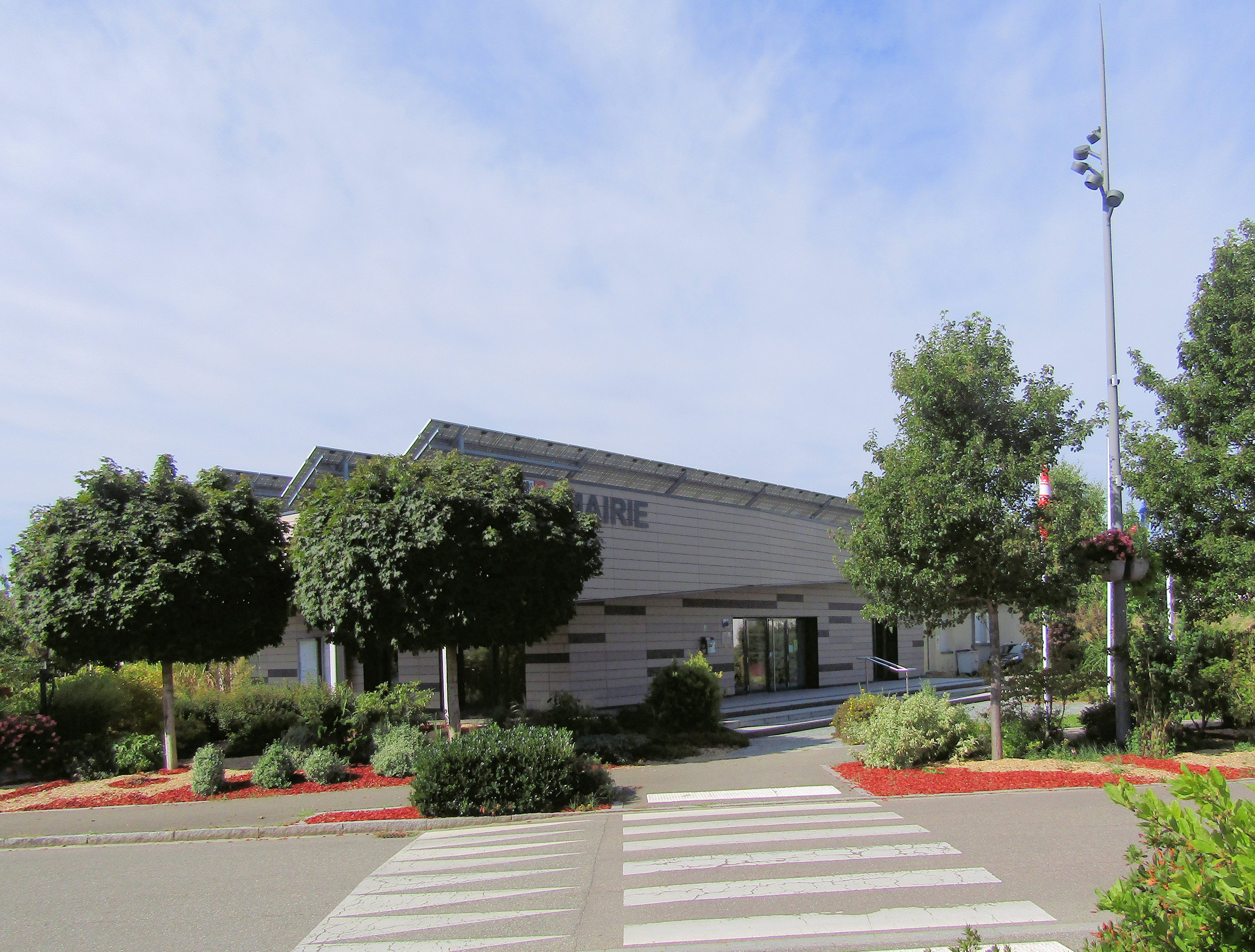
Mairie.

| Période                                  | Période                       | Identité                                         | Étiquette | Qualité                |
| ---------------------------------------- | ----------------------------- | ------------------------------------------------ | --------- | ---------------------- |
| ?                                        | 1989                          | Aloyse Levêque                                   |           | Directeur d'école      |
| 1989                                     | 2001                          | Antoine Munch                                    |           | Dirigeant d'entreprise |
| mars 2001                                | En cours (au 19 janvier 2021) | Jean-Luc Barberon Réélu pour le mandat 2020-2026 | DVG       | Directeur              |
| Les données manquantes sont à compléter. |                               |                                                  |           |                        |

### Budget et fiscalité 2015
En 2015, le budget de la commune était constitué ainsi :
- total des produits de fonctionnement : 980 000 €, soit 723 € par habitant ;
- total des charges de fonctionnement : 702 000 €, soit 518 € par habitant ;
- total des ressources d'investissement : 577 000 €, soit 425 € par habitant ;
- total des emplois d'investissement : 637 000 €, soit 470 € par habitant ;
- endettement : 85 000 €, soit 63 € par habitant.

Avec les taux de fiscalité suivants :
- taxe d'habitation : 10,38 % ;
- taxe foncière sur les propriétés bâties : 11,51 % ;
- taxe foncière sur les propriétés non bâties : 79,59 % ;
- taxe additionnelle à la taxe foncière sur les propriétés non bâties : 50,60 % ;
- cotisation foncière des entreprises : 16,09 %.

## Démographie
L'évolution du nombre d'habitants est connue à travers les recensements de la population effectués dans la commune depuis 1793. Pour les communes de moins de 10 000 habitants, une enquête de recensement portant sur toute la population est réalisée tous les cinq ans, les populations de référence des années intermédiaires étant quant à elles estimées par interpolation ou extrapolation. Pour la commune, le premier recensement exhaustif entrant dans le cadre du nouveau dispositif a été réalisé en 2006.

En 2022, la commune comptait 1 353 habitants, en évolution de +3,52 % par rapport à 2016 (Haut-Rhin : +0,66 %, France hors Mayotte : +2,11 %).
| 1793 | 1800 | 1806 | 1821 | 1831 | 1836 | 1841 | 1846 | 1851 |
| ---- | ---- | ---- | ---- | ---- | ---- | ---- | ---- | ---- |
| 590  | 646  | 630  | 718  | 794  | 829  | 842  | 903  | 916  |

| 1856 | 1861 | 1866  | 1871  | 1875 | 1880  | 1885 | 1890 | 1895 |
| ---- | ---- | ----- | ----- | ---- | ----- | ---- | ---- | ---- |
| 861  | 876  | 1 007 | 1 022 | 991  | 1 012 | 955  | 969  | 911  |

| 1900 | 1905 | 1910 | 1921 | 1926 | 1931 | 1936 | 1946 | 1954 |
| ---- | ---- | ---- | ---- | ---- | ---- | ---- | ---- | ---- |
| 891  | 919  | 879  | 806  | 779  | 795  | 760  | 752  | 765  |

| 1962 | 1968 | 1975 | 1982 | 1990  | 1999  | 2006  | 2011  | 2016  |
| ---- | ---- | ---- | ---- | ----- | ----- | ----- | ----- | ----- |
| 798  | 778  | 833  | 877  | 1 140 | 1 176 | 1 205 | 1 326 | 1 307 |

| 2021  | 2022  | - | - | - | - | - | - | - |
| ----- | ----- | - | - | - | - | - | - | - |
| 1 332 | 1 353 | - | - | - | - | - | - | - |

## Lieux et monuments
- Église Saint-Maurice[31] et ses verrières de 1881[32].

Orgue Stiehr-Callinet de 1833 (2 claviers, pédalier),,,,.
Presbytère,.
- Monuments commémoratifs[40].
- Chapelle Notre-Dame des Bouleaux[41].
- Calvaire[42].
- Bornes[43],[44].
- Ancienne forge de 1800.
- Lavoir sur l'ancien canal usinier.

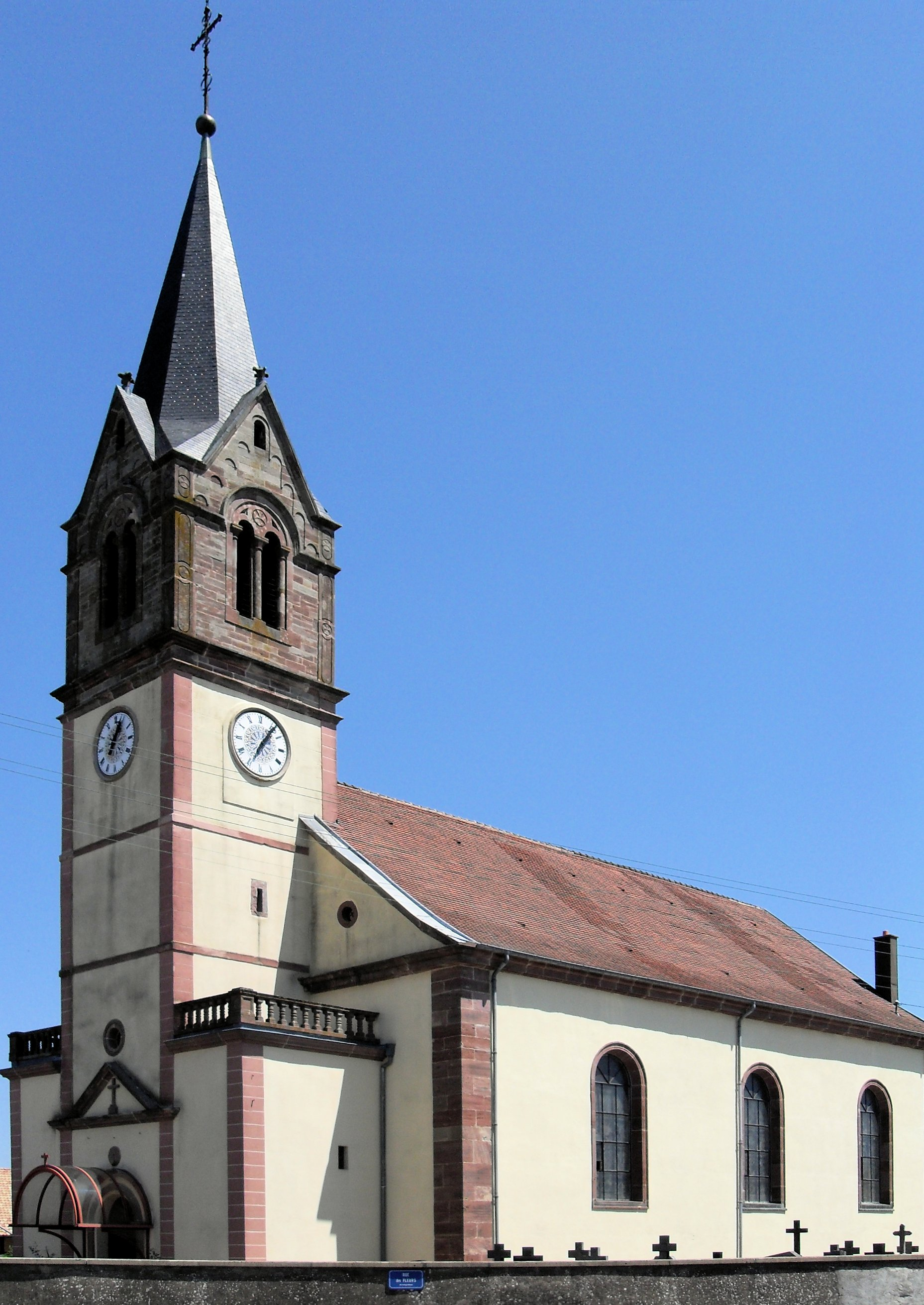
L'église Saint-Maurice.
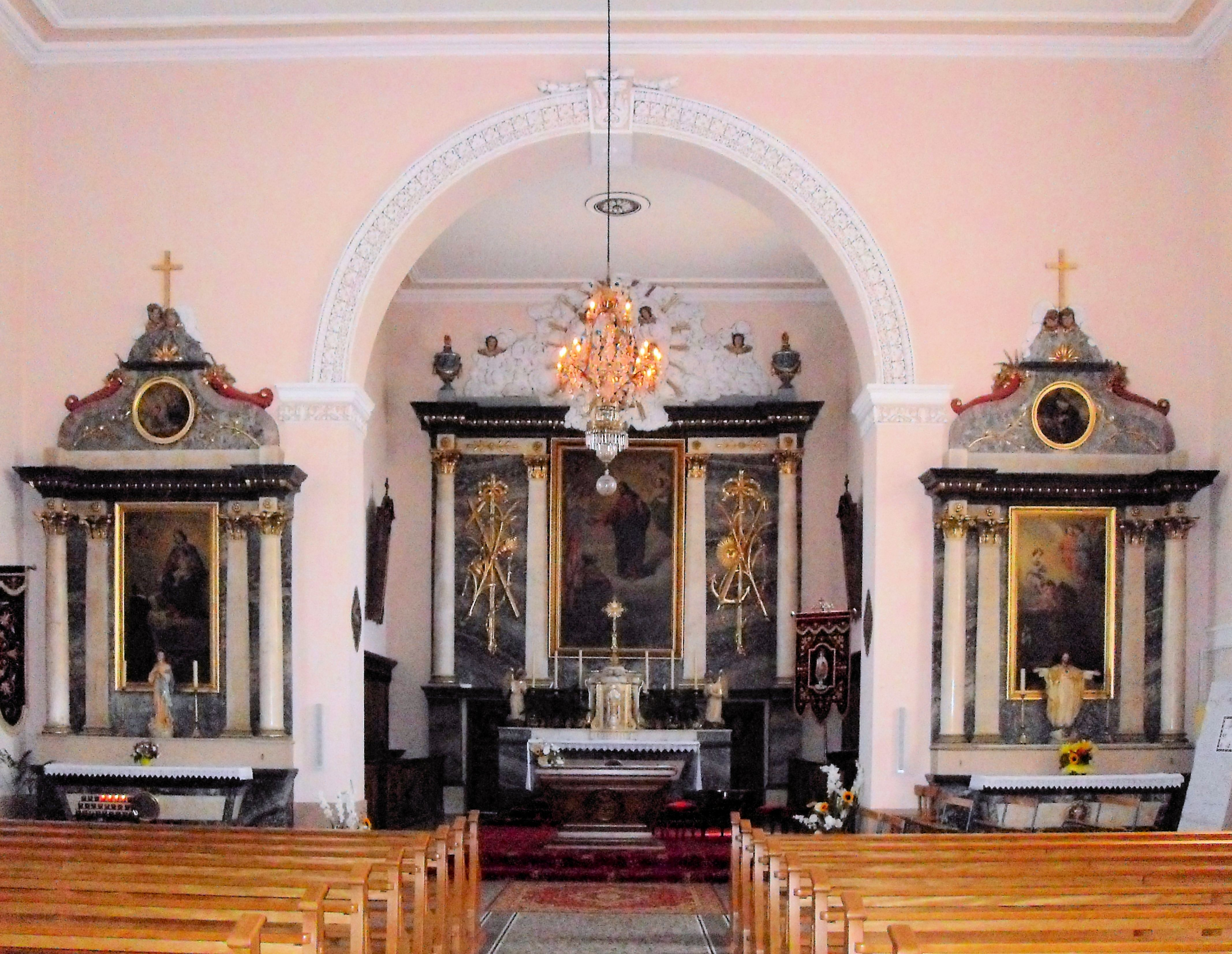
L'intérieur.
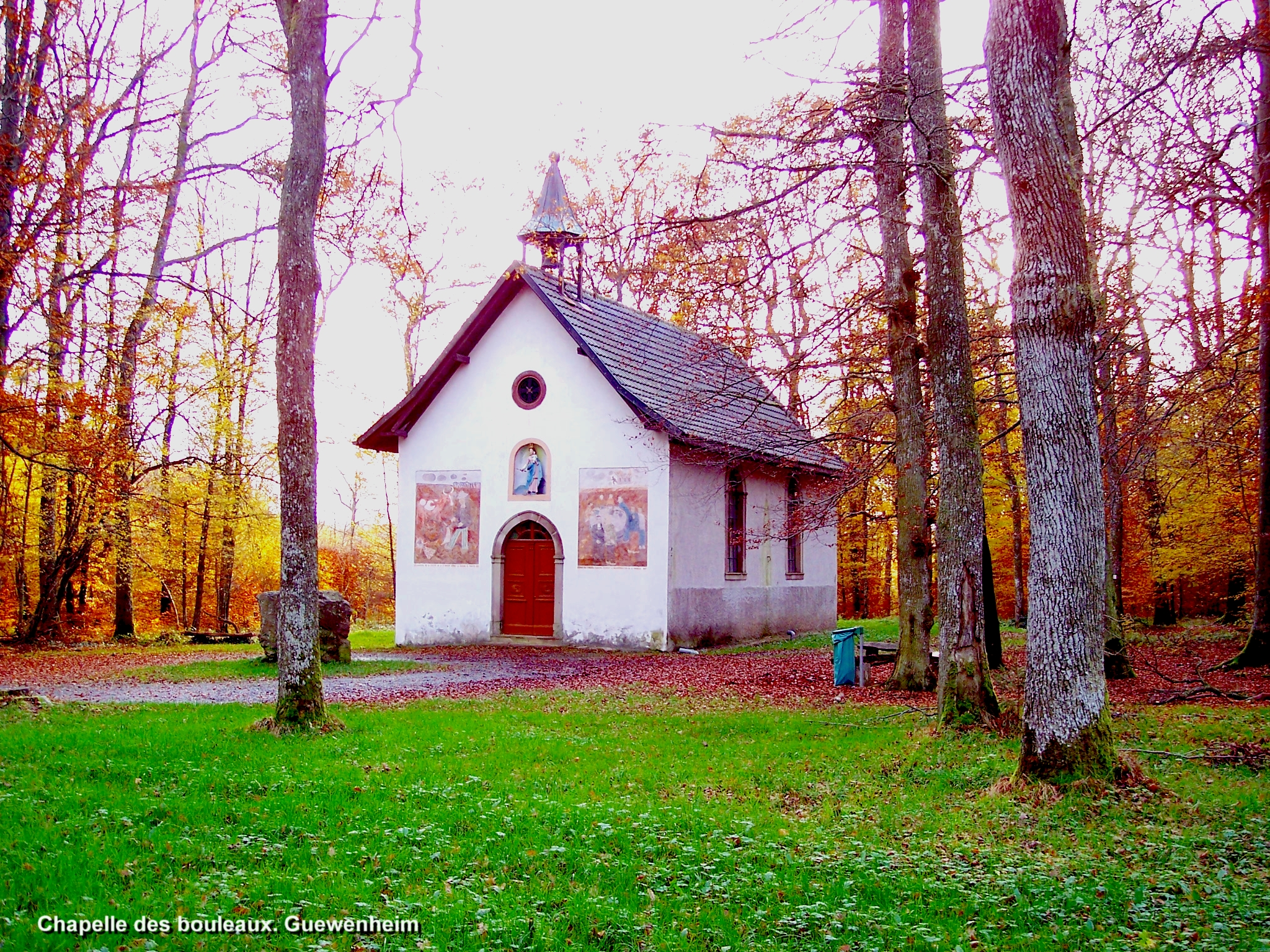
Chapelle Notre-Dame des bouleaux.
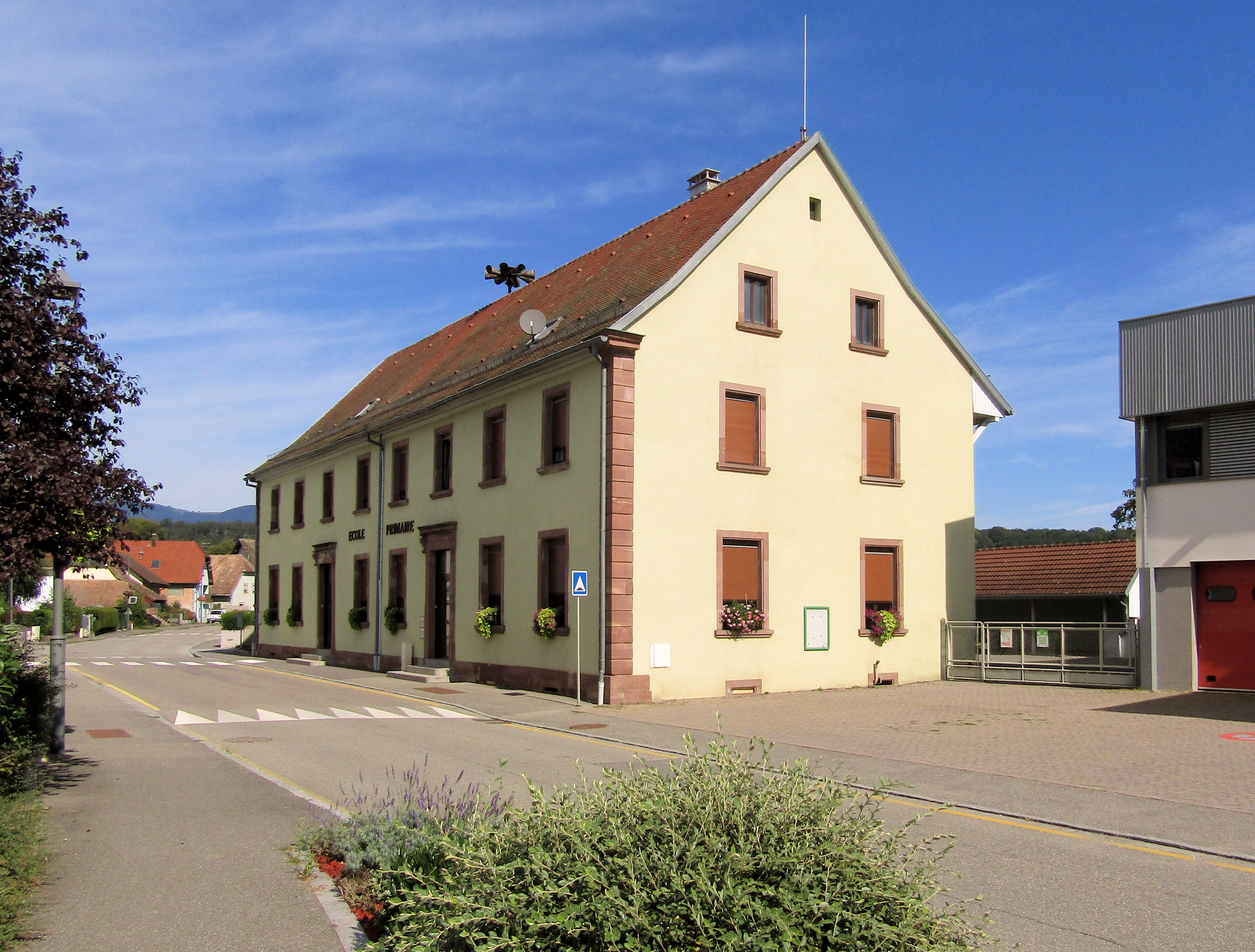
L'école primaire.
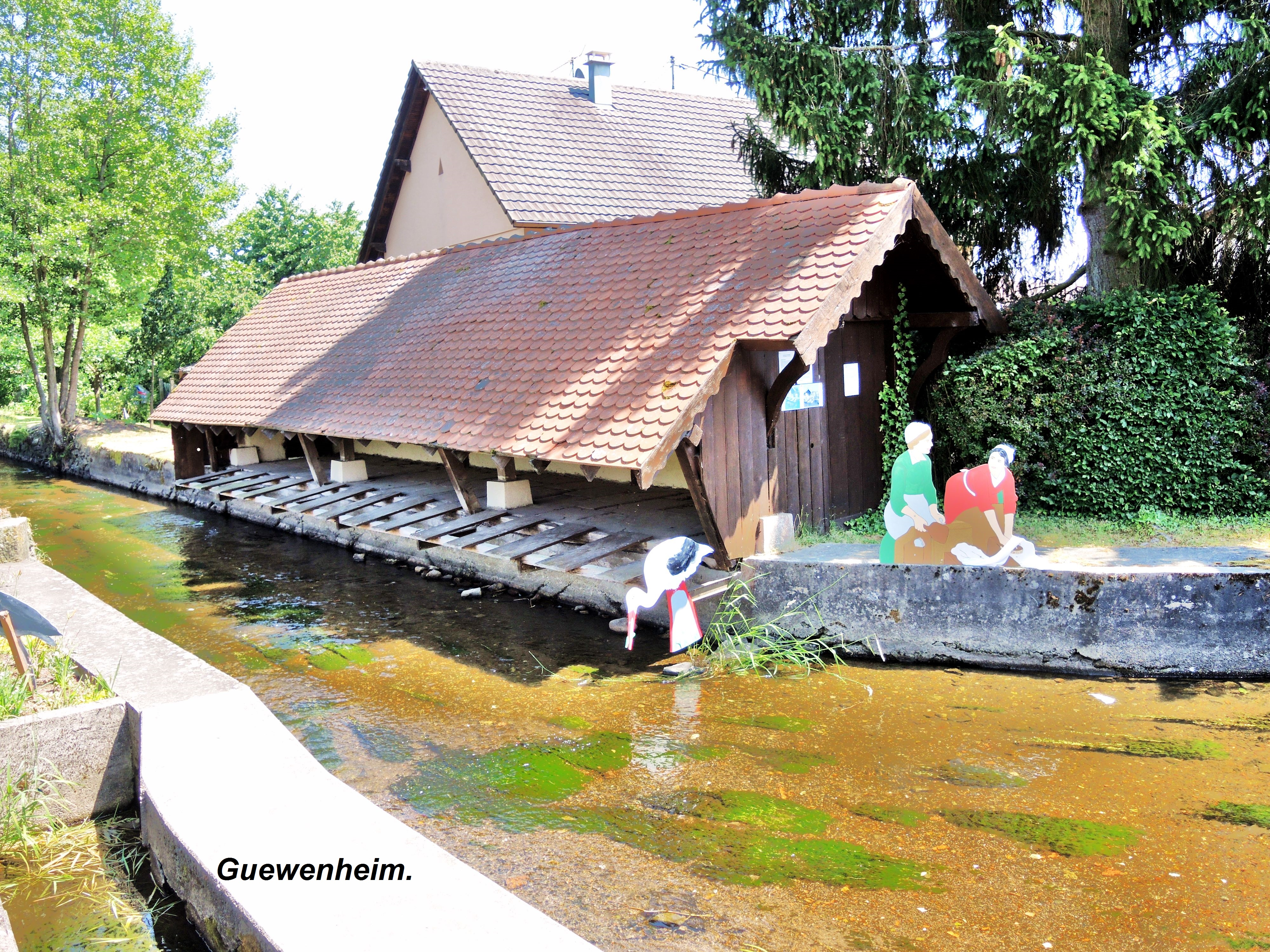
Lavoir sur l'ancien canal usinier.

### Tourisme et patrimoine ferroviaire
- Train Thur Doller Alsace, chemin de fer touristique dans la vallée de la Doller de Cernay-Saint André à Sentheim.

## Personnalités liées à la commune
- Joseph Schuffenecker (1909-1995), missionnaire, aumônier militaire, Compagnon de la Libération[45] sous le pseudonyme de Duhautoy.